# Samariscus corallinus
Samariscus corallinus är en fiskart som beskrevs av Gilbert, 1905. Samariscus corallinus ingår i släktet Samariscus och familjen Samaridae. Inga underarter finns listade i Catalogue of Life.